# Mathilde Ollivier (actrice)
Cet article concerne l'actrice. Pour la femme politique, voir Mathilde Ollivier (femme politique). Pour les autres homonymes, voir Ollivier.
Mathilde Ollivier est une actrice française, née le 20 septembre 1994 à Paris. Elle est connue pour avoir notamment joué Chloé dans Overlord de Julius Avery (2018).

## Biographie

### Jeunesse et formation
Mathilde Ollivier naît 20 septembre 1994 à Paris.
En 2007, à l’âge de douze ans, ses parents l'inscrivent au Cours Simon,.

### Carrière
En 2014, Mathilde Ollivier joue dans Les Liaisons dangereuses de Pierre Choderlos de Laclos au théâtre du Gymnase Marie-Bell, ainsi que la comédie musicale Mistinguett, reine des années folles au Casino de Paris et au théâtre Comédia. Dans ce dernier théâtre, un réalisateur australien la repère et l’engage pour interpréter son premier rôle dans le film indépendant The Misfortunes of François Jane (2016).
En 2017, après avoir interprété le rôle principal dans le téléfilm La Sainte Famille de Marion Sarraut, elle passe une audition pour une production américaine secrète où, sans qu’elle ne sache, J.J. Abrams l’apprécie : elle est aussitôt embauchée pour le film de guerre horrifique Overlord de Julius Avery.
En avril 2018, il est annoncé qu’elle rejoint le tournage du film de science-fiction Boss Level de Joe Carnahan, aux côtés de Mel Gibson, Frank Grillo et Naomi Watts. En novembre dans la même année, elle est mentionnée pour le côté dramatique The Pleasure of Your Presence d’Amy Miller Gross, avec Alicia Silverstone.
En 2018, elle apparaît sur le titre Chaleur épique sous les tropiques d'AGÄV, projet electro-pop français initié par Mathieu Revault.

## Filmographie

### Cinéma

#### Longs métrages
- 2016 : The Misfortunes of François Jane de Patrick Pearse : Charlotte
- 2018 : Overlord de Julius Avery : Chloé Laurent
- 2019 : Ma belle-soeur bien aimée (Sister of the Groom) d'Amy Miller Gross : Clémence
- 2019 : A Call to Spy de Lydia Dean Pilcher : Giselle
- 2021 : Boss Level de Joe Carnahan : Gabrielle
- 2022 : Claudia de Franck Saint-Cast : Pauline
- 2024 : Les Maudites de Pedro Martín-Calero
- 2024 : Sarah Bernhardt, la divine de Guillaume Nicloux : Charlotte Lysès

#### Court métrage
- 2016 : Walking Home de Maximilian Richert : Elle [7]

### Télévision

#### Séries télévisées
- 2021 : Nona et ses filles de Valérie Donzelli : Nona jeune
- 2022 : 1899 : Clémence
- 2023 : Mrs. Davis : Clara
- 2024 : The New Look : Chantal

#### Téléfilm
- 2017 : La Sainte Famille de Marion Sarraut : Claire[3]

## Théâtre
- 2014 : Les Liaisons dangereuses de Pierre Choderlos de Laclos, au théâtre du Gymnase Marie-Bell[3]
- 2014 - 2015 : Mistinguett, reine des années folles, mise en scène par François Chouquet, au Casino de Paris[3]